# النقل في هولندا

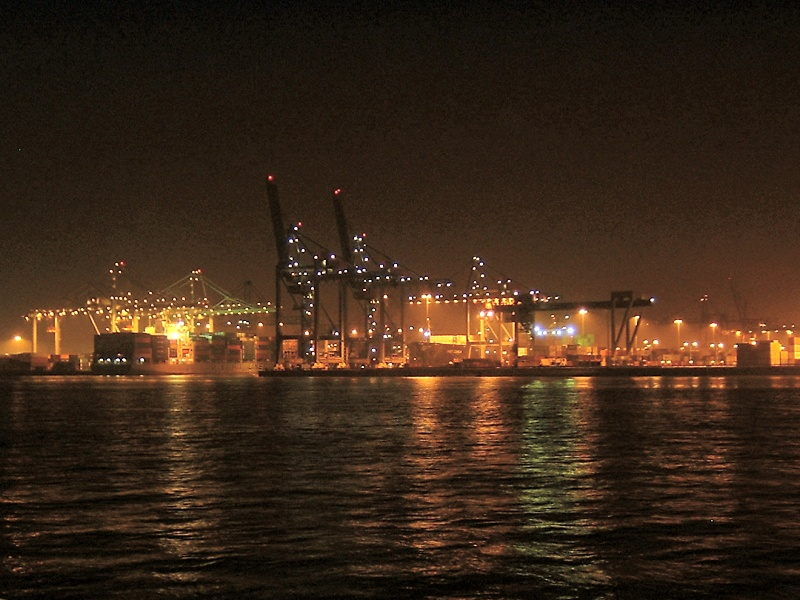

تملك هولندا شبكة ضخمة من الأنهار والقنوات الصالحة للملاحة. وتُعدّ الأنهار الرئيسية وكثير من القنوات ممرات مائية مهمة. وتستخدم السفن المحيطية أكبر هذه الممرات. وتحمل المراكب ذات المحركات في الممرات المائية الداخلية أكثر من نصف إجمالي البضائع في البلاد. كما تملك هولندا شبكة ممتازة من الطرق الممهدة. ولدى كل عائلة هولندية، تقريبًا، سيارة. كما تقدم السكك الحديدية المملوكة للدولة خدمات تتميز بالسرعة والانتظام.

## الدراجات
ويركب معظم الهولنديين الدراجات. وعدد الدراجات يوازي تقريبًا عدد السكان في البلاد. وللدراجات ممرات مُنفصلة خاصة بها في جميع الأنحاء. كما تكثر الدراجات ذات المحركات، وتُسمى برومفيتسن، وروتردام هي أكثر الموانئ ازدحامًا بالعمل، بل هي واحدة من أكثرها ازدحامًا في العالم. حيث تُستخدم بوابة من وإلى كثير من دول أوروبا عن طريق نهر الراين الذي يُعد أكثر الممرات المائية الداخلية ازدحامًا في أوروبا، أما أمستردام، ثانية كبرى الموانئ الهولندية، فتربطها، ببحر الشمال، قناة بحر الشمال وهي واحدة من أعمق القنوات في العالم وأعرضها إذ تبلغ 15م عمقًا و160م عرضًا .

## الموانئ
ويقع الميناء الجوي الوطني الهولندي شيبول بالقرب من أمستردام .

## المطارات
وهو من أكثر المطارات الأوروبية ازدحامًا بالعمل وللخطوط الجوية الملكية ك.ل.م مقر هناك ـ أنشئ في عام 1919م ـ وتُعدّ هذه الشركة من أقدم خطوط الطيران العاملة في العالم. وما زالت تعمل حتى اليوم .